# Jamiat Ulema-e-Islam (F)
Jamiat Ulema-e Islam (F) (en urdu: (جمیعت علمائے اسلام (ف)); (Asamblea de Clérigos Islámicos; acrónimo: JUI(F), JUI-F o JUIF) es un partido político pakistaní, de corte islamista y deobandi. Fue fundado en 1988, tras su escisión del partido Jamiat Ulema-e-Islam (JUI), en el que la sigla F corresponde a su fundador y actual líder, Fazal-ur-Rehman.
Tras las elecciones generales de 2018, JUI-F posee 15 de los 342 escaños en la Asamblea Nacional de Pakistán. Están principalmente establecidos en el sur de la provincia de Jaiber Pastunjuá y áreas en el norte de Baluchistán. La facción JUI-S, liderada hasta 2018 por Samiul Haq, posee notoriedad provincial en Jaiber Pastunjuá pero no posee representación a nivel nacional. La ruptura de JUI en dos facciones se debió a la disidencia ante las políticas del dictador Zia-ul-Haq en apoyar a las tropas muyahidínes en la Guerra de Afganistán durante la década de 1980. Posteriormente, en 2008, se formaría una nueva escisión a partir de JUI-F llamada JUI-N (Nazryati), pero tampoco posee representación a nivel nacional.

## Historia

### Formación
El JUI es seguidora de la escuela sunita deobandi. En Pakistán, los deobandi poseen una importante influencia en las provincias de Jaiber Pastunjuá, Sind, y Baluchistán. El JUI tiene sus raíces en el activismo político deobandi, propiciado por la organización religiosa Jamiat Ulema-e-Hind (JUH), fundada en 1919 en la era del Raj británico. El JUH estaba en contra del colonialismo y estaba a favor de una India unida, oponiéndose a la formación de un estado separado para musulmanes indios. Una facción que apoyaba la creación de Pakistán se separó en 1945, para apoyar a la Liga Musulmana. Esta facción pasó a hacerse conocida como Jamiat Ulema-e-Islam (JUI).

### JUI original
El primer presidente de JUI, Shabbir Ahmad Usmani, renunció al partido en 1947 para formar uno nuevo, llamado  Markazi Jamiat Ulema-e-Islam (MJUI), el cual desempeñó un papel clave en la aprobación de la Resolución de Objetivos de 1949, en el que estableció los fundamentos ''islámicos'', para la elaboración de futuras constituciones políticas en Pakistán. El JUI se volvió más activo bajo la presidencia de Mufti Mahmud (1919–1980) quién asumió su liderazgo en 1962. Bajo el mando de Mahmud, durante la década de 1960, el partido ''desarrolló una fuerte presencia'' y base de entre las ''áreas rurales intensamente conservadoras'' de Baluchistán y Jaiber Pastunjuá. Junto con JUI, Mahmud también manifestó su rechazo hacia las políticas de modernización del dictador Ayub Khan (1959-1969).
El JUI también participó en las elecciones generales de 1970, en conjunto con el partido islamista Jamaat-e-Islami y el partido religioso barelvi Jamiat Ulema-e-Pakistán (JUP). El JUI obtuvo siete escaños en la Asamblea Nacional, y nueve en las asambleas provinciales, y se convirtió en miembro de los gobiernos provinciales de Jaiber Pastunjuá y Baluchistán. Mahmud juró como ministro jefe de Jaiber Pastunjuá. Bajo su gobierno provincial, estableció una junta para poner todas las leyes en conformidad con el islam. Renunció a su cargo en 1973, tras la dimisión del gobierno provincial de Baluchistán, presidido en entonces por Zulffikar Ali Bhutto (quién ese mismo año asume como Primer ministro de Pakistán).

### División entre JUI-F y JUI-S
Durante la década de 1980, el JUI apoyó algunas políticas del dictador Zia ul Haq, incluyendo su postura su postura antisoviética durante la Guerra de Afganistán. Además, el patrocinio oficial y apoyo financiero para la construcción de madrasas durante su régimen, especialmente en la provincia de Jaiber Pastunjuá, fueron claves para la formación del grupo talibán. Al mismo tiempo el JUI sentía desconfianza de los estrechos vínculos entre Zia y Jamaat-e-Islami, el JUI se unió a la coalición Movimiento para la Restauración de la Democracia (MRD), liderada por el Partido del Pueblo Pakistaní (PPP), en rechazo a la dictadura de Zia.
Esta doble relación con el régimen de Zia finalmente condujo a una división en el partido en dos, el JUI-F liderado por Fazal-ur-Rehman y el JUI-S al mando de Samiul Haq, donde este último era un defensor de Zia y había sido diputado del Majlis-e-Shura.

### Madrasas
A través de los años, el JUI-S se ha comprometido más en imponer la Sharia en el país, que la facción JUI-F. La influencia del JUI-S ha estado restringida en gran medida en unos pocos distritos de Jaiber Pastunjuá, mientras que el JUI-F tiene ha predominado en los territorior de mayoría pastún de Baluchistán y Jaiber Pastunjuá.
Ambas facciones del JUI posee una inmensa red de madrasas y mezquitas, que proporcionan la base principal de su activismo religioso y político. Ambas facciones son propietarias del 65% de las madrasas en Pakistán. Entre las décadas de 1980 y 1990, ás de 30 000 refugiados afganos estudiaron en las madrasas controladas por el JUI (tanto de JUI-F como de JUI-S) en Pakistán, quienes posteriormente se unieron al movimiento talibán en Afganistán.
Los trabajadores y líderes del JUI provienen principalmente del sistema educativo de las madrasas, aunque el JUI-F usualmente ofrece candidatos que han recibido una formación educativa convencional. Ambas facciones han respaldado a otros grupos militares deobandi establecidos en la India, particularmente al Harkat-ul-Mujahideen y a su rama, el Jaish-e-Mohammad, proporcionando reclutas a través de las madrasas de su propiedad. Están fuertemente vinculados con el movimiento talibán en Afganistán. Se ha informado que los talibanes tienen sus orígenes dentro de estas madrasas controladas por el JUI. Samiul Haq (del JUI-S) fue director de la madrasa Darul Uloom Haqqania en Akora Khattak, donde se formaron y graduaron muchos de los principales líderes y comandantes talibanes y de otras organizaciones guerrilleras, incluyendo al Mulá Omar, líder talibán y emir del Emirato Islámico de Afganistán entre 1996 y 2001. En contraste con Samiul Haq y el JUI-S que apoyan abiertamente el militarismo, el JUI-F posee una política de no apoyar actividades militares y en promover las participación electoral multipartidista.

### Acuerdos de paz
El JUI-F también ha desempeñado un rol crucial en los tratados de paz entre militares y militantes en el cinturón tribal de Pakistán. Para ejemplo, en 2004, dos parlamentarios nacionales del JUI-F de Waziristán del Sur llegaron a un acuerdo (conocido como el Acuerdo de Shakai) con el liderazgo talibán pakistaní, y en septiembre de 2006, el JUI-F ayudó a negociar un acuerdo similar en Waziristán del Norte. Estos acuerdos han sido criticados por legitimar ''el estatus de los militantes locales como intermediarios de poder''. El líder de JUI-F Fazul-ur-Rehman ha estado involucrado en la negociación de acuerdos entre los talibanes pakistaníes y el ejército, y entre los talibanes afganos y Estados Unidos. En el frente político, el JUI-F ha sido más exitoso que el JUI-S. Rahman, por ejemplo, ha sido diputado de la Asamblea Nacional durante varios períodos, e incluso fue nombrado presidente de la comisión parlamentaria de Asuntos Exteriores durante el segundo gobierno de Benazir Bhutto (1993–1996).

### Historia desde 2002
Durante las elecciones generales de 2002, el JUI-F fue parte de la coalición Muttahida Maijlis-e-Amal (MMA), quienes obtuvieron 63 escañoes en la Asamblea Nacional, y 48 escañoes en la Asamblea Provincial de Jaiber Pastunjuá. Posteriormente, Fazul Rahman se convirtió en Líder de la Oposición entre 2004 y 2007. El JUI-F también fue parte de la coalición gobernante del PPP, pero abandonó al gobierno tras presentarse cargos de corrupción en contra de uno de sus miembros, un ministro de tecnología de la información del gabinete federal. A cambio del apoyo del JUI-F, el gobierno liderado por el PPP designó a Sherani, un senador del JUI-F sin una formación académica formal en jurisprudencia islámica, como presidente del Consejo de Ideología Islámica en 2010. Sherani frecuentemente declarado en contra a los esfuerzos legislativos del gobierno, especialmente en aquellos proyectos relacionados con las mujeres. Él rechazó un proyecto de ley sobre violencia doméstica, afirmando que la violencia doméstica no era un tema importante en Pakistán hasta que aparecieron grupos a favor de los derechos de la mujer, y ''crearon'' este problema, y que la legislación obstaculiza la creación de una ''verdadera sociedad islámica''. Actualmente, el JUI-F no es parte de esa coalición, retornando al MMA donde Rehman es su dirigente, mientras que la senadora JUI-F, Talha Mahmood Aryan, preside la Comisión Permanente del Interior del Senado.
Ambas facciones del JUI se han unido con frecuencia en una plataforma común, para rechazar los ataques de drones estadounidenses en zonas tribales de Pakistán, viéndolo como una violación a la soberanía del territorio pakistaní. Por ejemplo, tras la incursión estadounidense el 2 de mayo de 2011 en Abbottabad, que condujo al asesinato de Osama bin Laden, el JUI-F y el JUI-S participaron en una conferencia multipartidista en Peshawar, condenando el ataque de drones y pidieron al gobierno que pusiera fin al apoyo logístico a las tropas de la OTAN en Afganistán.
En asuntos internos, miembros de JUI-F han sido críticos vocales en los cambios sobre leyes contra la blasfemia. Rehman permaneció en silencio hasta que el partido dejó la coalición gobernante del PPP en diciembre de 2010, donde criticaron las propuestas sobre reformar las leyes contra la blasfemia. El JUI-F también se ha opuesto a la aprobación de una ley destinada a prevenir la violencia doméstica con sus miembros, prometiendo combatirlo con ''uñas y dientes'' ya que, según ellos, su aprobación ''promovería la cultura occidental en el estado islámico''.
En 2008, se generó una pequeña ruptura dentro de JUI-F, dando paso a una tercera facción, conocida como JUI-N ("N" para Nazryati "Ideológico").

## Historial electoral

### Asamblea Nacional de Pakistán
| Año   | Votos     | %    | Escaños |
| ----- | --------- | ---- | ------- |
| 1988  | 360 526   | 1.8  | 7/207   |
| 1990  | 622 214   | 2.9  | 6/207   |
| 1997  | 325 910   | 1.7  | 2/207   |
| 2002* | 3 335 643 | 11.4 | 63/342  |
| 2008* | 766 240   | 2.2  | 8/341   |
| 2013  | 1 461 371 | 3.2  | 15/342  |
| 2018* | 2 573 939 | 4.9  | 15/342  |
| 2024  | 2 051 371 | 4.1  | 8/342   |

* En esas elecciones, JUI-F fue miembro de la coalición Muttahida Majlis-e-Amal.

## Publicaciones
- Islamic Parties in Pakistan. International Crisis Group. 12 de diciembre de 2011.